# XL 에어웨이스 독일 888T편 추락 사고
XL 에어웨이스 독일 888T편 추락 사고(영어: XL Airways Germany Flight 888T)는 2008년 11월 27일, 시험 비행 중이던 XL 에어웨이스 독일이 프랑스 남서부 해안에 추락해 탑승자 7명이 사망한 항공 사고이다.

## 개요
사고기는 2005년에 제조된 비행기로, 2006년부터 2008년까지 에어뉴질랜드에서 XL 에어웨이스 독일에 임대되었다. 사고 당시 반환을 위해 에어뉴질랜드 도색으로 되돌리기 위해 페르피냥 인근에 있는 EAS의 공장으로 입고되었다가 시운전 목적으로 페르피냥 리브살트 공항(fr)을 떠나 약 1시간의 시험 비행 후, 프랑크푸르트로 회송될 예정이었다.
XL 에어웨이스 독일에 따르면 사고기에는 XL 에어웨이스 소속 기장과 부기장 외에 뉴질랜드 항공 관계자인 조종사 브라이언 호렐(Brian Horrel, 52세), 기술자인 노엘 마시(Noel Marsh, 35세), 마이클 가일스(Michael Gyles, 49세), 머레이 화이트(Murray White, 37세)의 4명과, 뉴질랜드 민간 항공 기구(en) 소속의 제레미 쿡(Jeremy Cook, 50세) 등 총 7명이 타고 있었으며, 머레이 화이트는 실종, 나머지 6명이 사망하였다.
사고기는 착륙 전 3~4분전까지도 아무 문제 없음을 알려왔으나, 이후 지중해 상공 약 3500피트 높이에서 연락이 두절되었다.

## 사고기 잔해 여부
사고기의 잔해는 수백미터에 걸쳐 산재되어 있어, 일부 잔해는 스페인 앞바다에 흩어진 것으로 추정된다.

## 사고 원인
사고의 원인은 여러 가능성이 제기되어왔으나, 사고의 직접적인 원인은 항공기의 도색을 XL 에어웨이스 독일측에서 에어 뉴질랜드항공기의 도색으로 바꾸고 있는데, 페인트를 잘못 말린 것이 가장 직접적인 원인이라고 한다.